# Lúcia Alves (futebolista portuguesa)
Lúcia Catarina de Sousa Alves (nascida em 22 de outubro de 1997) é uma futebolista profissional portuguesa que atua como zagueira no Campeonato Nacional Feminino clube SL Benfica e na seleção feminina de Portugal.
A 17 de junho, Lúcia Alves substituiu Mariana Azevedo, que desistiu na sequência de uma lesão ligamentar do joelho sofrida durante um treino. Lúcia se juntaria à seleção portuguesa para o UEFA Women's Euro 2022.
Em 30 de maio de 2023, ela foi incluída na seleção de 23 jogadoras para a Copa do Mundo Feminina da FIFA 2023.